# Mehdi Mostefa
Mehdi Mostefa Sbaa (Dijon, 30 augustus 1983) is een Algerijns-Frans voormalig voetballer die doorgaans speelde als middenvelder. Tussen 2004 en 2023 was hij actief voor ASOA Valence, EDS Montluçon, FC Sète, Nîmes Olympique, AC Ajaccio, FC Lorient, SC Bastia, Paphos FC en AS Béziers. Mostefa maakte in 2010 zijn debuut in het Algerijns voetbalelftal en kwam uiteindelijk tot vijfentwintig interlandoptredens.

## Clubcarrière
Mostefa werd in Dijon geboren als zoon van een Algerijnse vader en een Franse moeder. Al snel sloot hij zich aan bij de jeugd van Dijon FCO, waar hij later speelde voor AS Monaco. Nadat hij bij de senioren uitkwam voor ASOA Valence, EDS Montluçon, FC Sète en Nîmes Olympique, ondertekende hij op 6 juni 2011 een tweejarige verbintenis bij AC Ajaccio, dat net gepromoveerd was naar de Ligue 1. Hij kwam nadien in Frankrijk nog uit voor FC Lorient en SC Bastia, alvorens hij medio 2017 naar Cyprus vertrok om aan de slag te gaan bij Paphos FC. Een jaar later werd AS Béziers de nieuwe werkgever van Mostefa. In de zomer van 2023 besloot Mostefa op negenendertigjarige leeftijd een punt te zetten achter zijn actieve loopbaan.

## Interlandcarrière
Mostefa maakte zijn debuut voor het Algerijns voetbalelftal op 30 oktober 2010. Op die dag werd een vriendschappelijke wedstrijd tegen Luxemburg met 0–0 gelijkgespeeld. De middenvelder begon in de basis en werd twintig minuten voor tijd gewisseld.